# Liste der denkmalgeschützten Objekte in Thomatal
Die Liste der denkmalgeschützten Objekte in Thomatal enthält die 12 denkmalgeschützten, unbeweglichen Objekte der Gemeinde Thomatal im Salzburger Bezirk Tamsweg.

## Denkmäler
| Foto |                 | Denkmal                                                               | Standort                            | Beschreibung | Metadaten |
| ---- | --------------- | --------------------------------------------------------------------- | ----------------------------------- | --- | --- |
| ja   | Datei hochladen | Knappenhaus HERIS-ID: 28142 Objekt-ID: 24696                          | Bundschuh 11 Standort KG: Bundschuh | → Hauptartikel : Knappenhaus f1 | BDA-Hist.: Q37918264 Status: Bescheid Stand der BDA-Liste: 2025-06-30 Name: Knappenhaus GstNr.: 389/1                                             |
| ja   | Datei hochladen | Ehem. Verwalterhaus, heute Forsthaus HERIS-ID: 28138 Objekt-ID: 24692 | Bundschuh 12 Standort KG: Bundschuh | Das ehemalige Verwalterhaus entstand 1847 und wird heute als Forsthaus genützt. | BDA-Hist.: Q37918228 Status: Bescheid Stand der BDA-Liste: 2025-06-30 Name: Ehem. Verwalterhaus, heute Forsthaus GstNr.: 391 Forsthaus, Bundschuh |
| ja   | Datei hochladen | Gebläsehaus HERIS-ID: 28140 Objekt-ID: 24694                          | Bundschuh 15 Standort KG: Bundschuh | Das Gebläsehaus schließt unmittelbar an den Ofenstock an und beherbergt heute das "Hochofenmuseum Franzenshütte". | BDA-Hist.: Q37918244 Status: Bescheid Stand der BDA-Liste: 2025-06-30 Name: Gebläsehaus GstNr.: 391 Gebläsehaus, Bundschuh                        |
| ja   | Datei hochladen | Wohnkomplex HERIS-ID: 28141 Objekt-ID: 24695                          | Bundschuh 15 Standort KG: Bundschuh | | BDA-Hist.: Q37918254 Status: Bescheid Stand der BDA-Liste: 2025-06-30 Name: Wohnkomplex GstNr.: 391 Knappengasthaus, Bundschuh                    |
| ja   | Datei hochladen | Hochofen HERIS-ID: 28137 Objekt-ID: 24689                             | Bundschuh 15 Standort KG: Bundschuh | Der Hochofen wurde 1862 mit klassizistischen Details neu erbaut und ist etwa 23 Meter hoch. | BDA-Hist.: Q37918190 Status: Bescheid Stand der BDA-Liste: 2025-06-30 Name: Hochofen GstNr.: 391 Hochofen, Bundschuh                              |
| ja   | Datei hochladen | Kohlenbarren HERIS-ID: 28144 Objekt-ID: 24698                         | Bundschuh 15 Standort KG: Bundschuh | | BDA-Hist.: Q37918273 Status: Bescheid Stand der BDA-Liste: 2025-06-30 Name: Kohlenbarren GstNr.: 391 Kohlenbarren, Bundschuh                      |
| ja   | Datei hochladen | Röstofen HERIS-ID: 28145 Objekt-ID: 24699                             | Bundschuh 15 Standort KG: Bundschuh | | BDA-Hist.: Q37918295 Status: Bescheid Stand der BDA-Liste: 2025-06-30 Name: Röstofen GstNr.: 391 Röstofen, Bundschuh                              |
| ja   | Datei hochladen | Ruine Edenvest HERIS-ID: 28124 Objekt-ID: 24676seit 2013              | Gruben Standort KG: Thomatal        | → Hauptartikel : Burgruine Edenvest f1 | BDA-Hist.: Q4998679 Status: Bescheid Stand der BDA-Liste: 2025-06-30 Name: Ruine Edenvest GstNr.: 456/1 Burgruine Edenvest                        |
| ja   | Datei hochladen | Pfarrhof HERIS-ID: 28134 Objekt-ID: 24686                             | Thomatal 33 Standort KG: Thomatal   | Der zweigeschoßige Pfarrhof mit geschweiftem Walmdach steht nordwestlich der Kirche. Das Christusmosaik an seiner Fassade stammt aus dem Jahr 1960. | BDA-Hist.: Q37918135 Status: § 2a Stand der BDA-Liste: 2025-06-30 Name: Pfarrhof GstNr.: 3 Pfarrhof Thomatal                                      |
| ja   | Datei hochladen | Wegkapelle Thomannbauernkreuz HERIS-ID: 28132 Objekt-ID: 24684        | Standort KG: Thomatal               | Die quadratische Wegkapelle mit Zeltdach steht etwas südöstlich der Kirche und wurde um 1900 erbaut. | BDA-Hist.: Q37918098 Status: § 2a Stand der BDA-Liste: 2025-06-30 Name: Wegkapelle Thomannbauernkreuz GstNr.: 883/2 Thomannbauernkreuz            |
| ja   | Datei hochladen | Kirchhof HERIS-ID: 28135 Objekt-ID: 24687                             | Standort KG: Thomatal               | Der Kirchhof ist von einer Mauer umgeben und enthält einige volkskundlich interessante Gräber. In der Südostecke steht eine schlichte Kapelle mit Rundbogenportal. | BDA-Hist.: Q37918155 Status: § 2a Stand der BDA-Liste: 2025-06-30 Name: Kirchhof GstNr.: 1/1 Kirchhof Thomatal                                    |
| ja   | Datei hochladen | Kath. Pfarrkirche hl. Georg HERIS-ID: 28136 Objekt-ID: 24688          | Standort KG: Thomatal               | Die einschiffige Pfarrkirche steht auf einem leicht nach Süden geneigten Hang. Chor und Südturm sind in ihrer Bausubstanz gotisch. Im Jahr 1735 wurde die Kirche umgebaut und dabei der Turm erhöht. Der spätbarocke Hochaltar ist mit 1771 bezeichnet, die Kanzel stammt von 1705. | BDA-Hist.: Q37918172 Status: § 2a Stand der BDA-Liste: 2025-06-30 Name: Kath. Pfarrkirche hl. Georg GstNr.: .1 Pfarrkirche Thomatal               |